# Hephialtes
Hephialtes är ett släkte av skalbaggar. Hephialtes ingår i familjen långhorningar.
Kladogram enligt Catalogue of Life:
| Hephialtes | \| \| Hephialtes mourei \| \| \| \| \| \| Hephialtes ruber \| \| \| \| |
|            | \| \| Hephialtes mourei \| \| \| \| \| \| Hephialtes ruber \| \| \| \| |
|            | Hephialtes mourei                                                      |
|            |                                                                        |
|            | Hephialtes ruber                                                       |
|            |                                                                        |